# بوژدار (استان اشوی‌داشکسیه)
بوژدار (به لهستانی: Bożydar) یک منطقهٔ مسکونی در لهستان است که در گمینا دویکوزه واقع شده‌است.